# Cattleya luteola
Cattleya luteola är en orkidéart som beskrevs av John Lindley. Cattleya luteola ingår i släktet Cattleya och familjen orkidéer. Inga underarter finns listade i Catalogue of Life.

## Bildgalleri

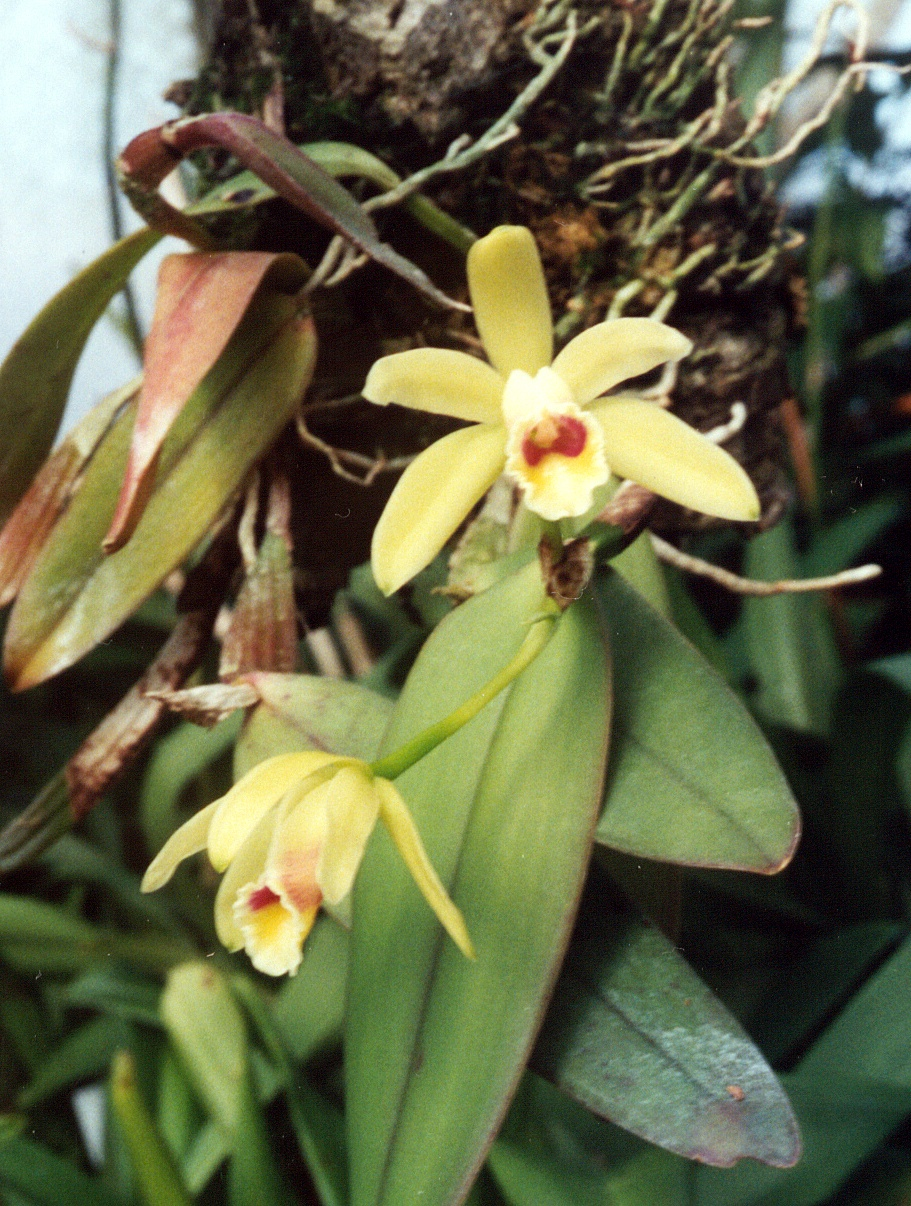
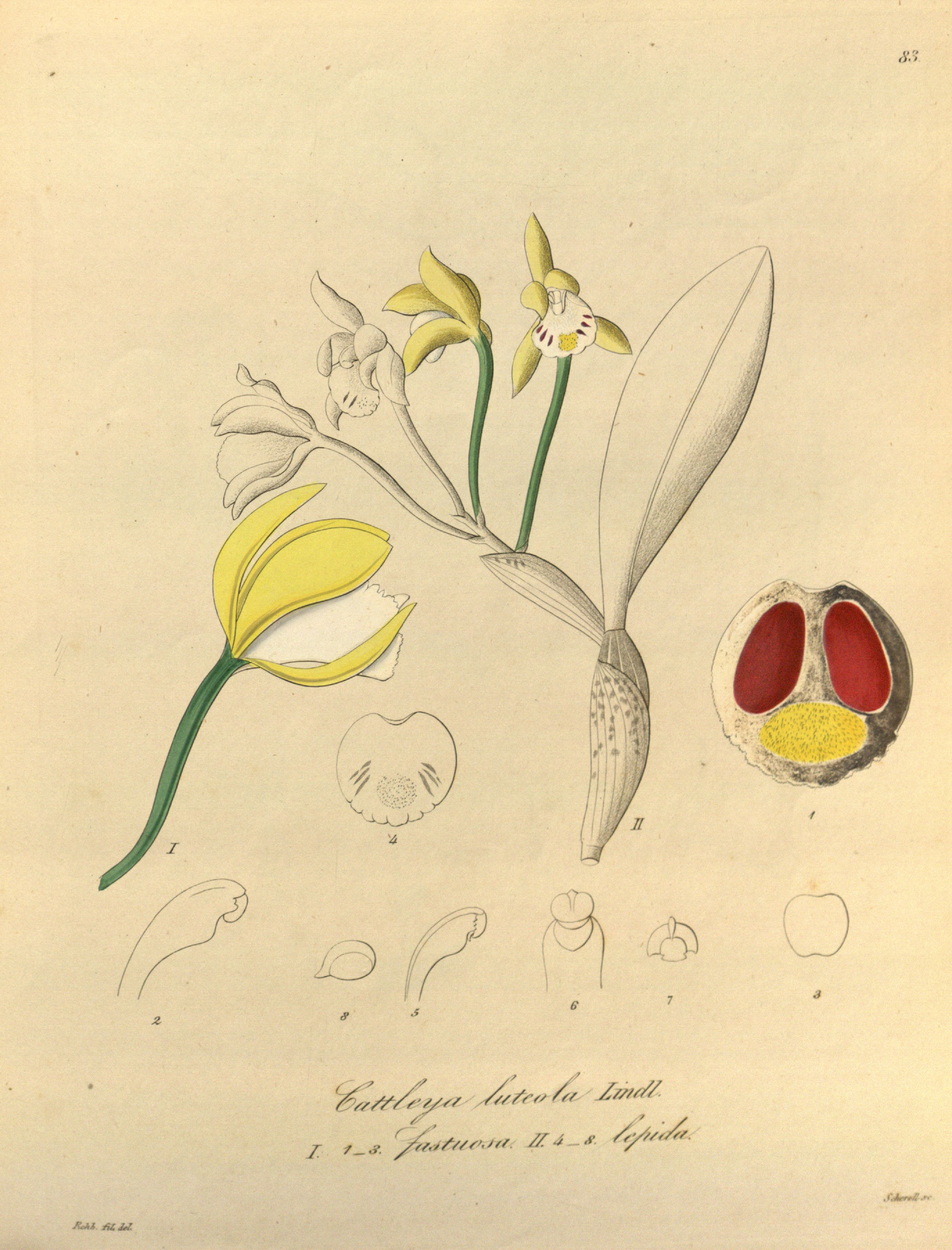
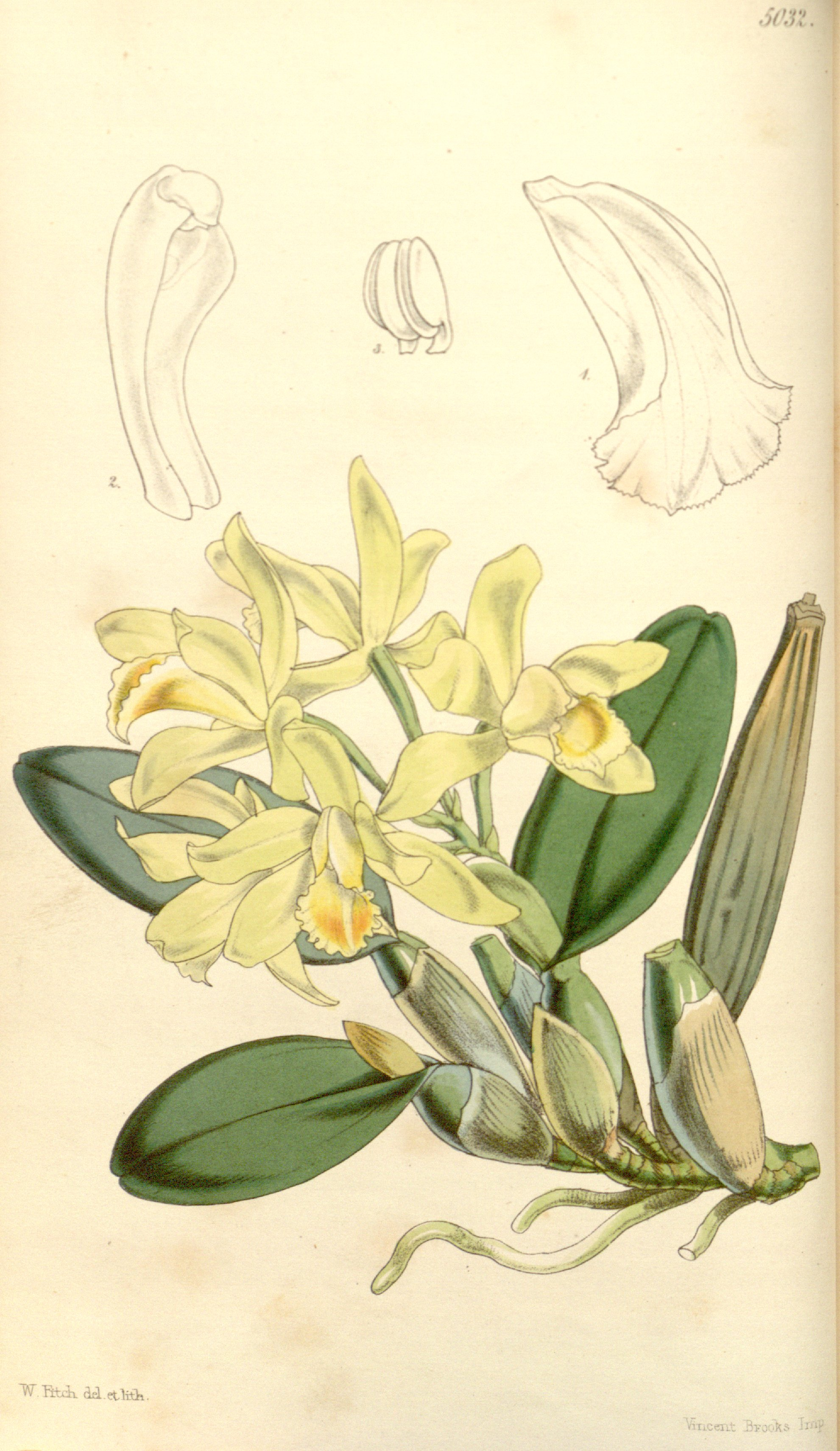
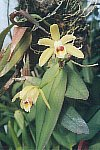